# Google Sheets
Google Sheets là một chương trình bảng tính được bao gồm như một phần của bộ phần mềm văn phòng dựa trên web miễn phí được cung cấp bởi Google trong dịch vụ Google Drive của mình.  Dịch vụ này cũng bao gồm Google Docs và Google Slides, một trình xử lý văn bản và chương trình trình bày tương ứng.  Google Sheets có sẵn dưới dạng một ứng dụng web, ứng dụng di động cho Android, iOS, Windows, BlackBerry và dưới dạng ứng dụng trên máy tính để bàn trên ChromeOS của Google.  Ứng dụng này tương thích với các định dạng file Microsoft Excel.  Ứng dụng cho phép người dùng tạo và chỉnh sửa các file trực tuyến trong khi cộng tác với những người dùng khác trong thời gian thực.  Chỉnh sửa được theo dõi bởi người dùng với lịch sử sửa đổi trình bày các thay đổi.  Vị trí của biên tập viên được tô sáng bằng màu sắc và con trỏ dành riêng cho biên tập viên và hệ thống quyền điều chỉnh những gì người dùng có thể làm.  Các bản cập nhật đã giới thiệu các tính năng sử dụng máy học, bao gồm "Khám phá", đưa ra câu trả lời dựa trên các câu hỏi ngôn ngữ tự nhiên trong bảng tính.

## Lịch sử
Bộ Drive nổi lên từ việc mua lại các sản phẩm khác của Google và '''Google Sheets''' có sự khởi đầu là ứng dụng XL2Web.  XL2Web là một ứng dụng bảng tính dựa trên web được phát triển bởi 2Web Technologies, được Google mua lại vào năm 2006  và biến thành Bảng tính Google Labs.  Nó đã được đưa ra dưới dạng thử nghiệm cho một số lượng người dùng hạn chế, trên cơ sở ai đến trước được phục vụ trước vào ngày 6 tháng 6 năm 2006.  Thử nghiệm giới hạn sau đó đã được thay thế bằng phiên bản beta dành cho tất cả chủ sở hữu Tài khoản Google, cùng lúc với thông cáo báo chí chính thức được phát hành.  Vào tháng 3 năm 2010, Google đã mua lại công ty cộng tác tài liệu trực tuyến DocVerse.  DocVerse cho phép cộng tác trực tuyến nhiều người dùng trên tài liệu tương thích với Excel cũng như các định dạng Microsoft Office khác như Word và PowerPoint.  Các cải tiến dựa trên DocVerse đã được công bố và triển khai vào tháng 4 năm 2010  Vào tháng 6 năm 2012, Google đã mua Quickoffice, một "nhà lãnh đạo trong các giải pháp năng suất văn phòng", đặc biệt nhấn mạnh vào "khả năng tương tác liền mạch với các định dạng tệp phổ biến" của Quickoffice.  Vào tháng 10 năm 2012, Bảng tính Google đã được đổi tên thành Google Sheets và một ứng dụng Chrome đã được phát hành cung cấp lối tắt cho Trang tính trên trang tab mới của Chrome.

## Nền tảng
Google Sheets có sẵn dưới dạng một ứng dụng web được hỗ trợ trên các trình duyệt web Google Chrome, Mozilla Firefox, Internet Explorer, Microsoft Edge và Apple Safari.  Người dùng có thể truy cập tất cả các bảng tính, trong số các file khác, thông qua trang web Google Drive.  Vào tháng 6 năm 2014, Google đã giới thiệu một trang chủ trang web dành riêng cho Trang tính chỉ chứa các file được tạo bằng Sheets.  Vào năm 2014, Google đã ra mắt một ứng dụng di động dành riêng cho Sheets trên hệ điều hành di động Android và iOS.  Vào năm 2015, trang web di động cho Sheets đã được cập nhật với giao diện "đơn giản hơn, đồng bộ hơn" và trong khi người dùng có thể đọc bảng tính thông qua các trang web di động, người dùng cố gắng chỉnh sửa sẽ được chuyển hướng tới ứng dụng di động để loại bỏ chỉnh sửa trên web di động.

## Tính năng, đặc điểm

### Chỉnh sửa

#### Lịch sử hợp tác và sửa đổi
Google Sheets phục vụ như một công cụ cộng tác để chỉnh sửa bảng tính hợp tác trong thời gian thực.  Các tài liệu có thể được chia sẻ, mở và chỉnh sửa cùng lúc bởi nhiều người dùng và người dùng có thể thấy các thay đổi theo từng ký tự khi các cộng tác viên khác thực hiện các chỉnh sửa.  Các thay đổi được lưu tự động vào máy chủ của Google và lịch sử sửa đổi sẽ được lưu tự động để các chỉnh sửa trong quá khứ có thể được xem và hoàn nguyên.  Vị trí hiện tại của trình soạn thảo được thể hiện bằng màu/con trỏ dành riêng cho trình soạn thảo, vì vậy nếu một trình soạn thảo khác tình cờ xem phần tài liệu đó, họ có thể thấy các chỉnh sửa khi chúng xảy ra.  Chức năng trò chuyện bên cho phép cộng tác viên thảo luận về chỉnh sửa.  Lịch sử sửa đổi cho phép người dùng xem các bổ sung được thực hiện cho một tài liệu, với mỗi tác giả được phân biệt bằng màu sắc.  Chỉ có thể so sánh các bản sửa đổi liền kề và người dùng không thể kiểm soát tần suất lưu bản sửa đổi.  Các file có thể được xuất sang máy tính cục bộ của người dùng ở nhiều định dạng như PDF ODF và Office Open XML.  Sheets hỗ trợ gắn thẻ cho mục đích lưu trữ và tổ chức.

#### Khám phá
Ra mắt cho toàn bộ bộ Drive vào tháng 9 năm 2016, "Khám phá" cho phép chức năng bổ sung thông qua học máy.  Trong Google Sheets, Explore cho phép người dùng đặt câu hỏi, chẳng hạn như "Có bao nhiêu đơn vị được bán vào Thứ Sáu Đen?" Và Explore sẽ trả lời câu trả lời mà không yêu cầu kiến thức về công thức từ người dùng. Tháng 6 năm 2017, Google đã mở rộng tính năng Explore trong Google Sheets để tự động xây dựng biểu đồ và trực quan hóa dữ liệu, và một lần nữa mở rộng nó vào tháng 12 để có tính năng học máy có khả năng tự động tạo bảng xoay. Tháng 10 năm 2016, Google đã công bố bổ sung "Vật phẩm hành động" vào Sheets.  Nếu người dùng chỉ định một tác vụ trong Sheets, dịch vụ sẽ gán hành động đó một cách thông minh cho người dùng được chỉ định.  Google tuyên bố điều này sẽ giúp các cộng tác viên khác dễ dàng hình dung ra ai chịu trách nhiệm cho một nhiệm vụ.  Khi người dùng truy cập Google Drive hoặc Sheets, bất kỳ file nào chứa các tác vụ được gán cho chúng sẽ được tô sáng bằng huy hiệu. Tháng 3 năm 2014, Google đã giới thiệu các tiện ích bổ sung; các công cụ mới từ các nhà phát triển bên thứ ba bổ sung thêm nhiều tính năng cho Google Sheets.

#### Chỉnh sửa ngoại tuyến
Để xem và chỉnh sửa bảng tính ngoại tuyến trên máy tính, người dùng cần sử dụng trình duyệt web Google Chrome.  Tiện ích mở rộng Chrome, Google Docs Offline, cho phép người dùng kích hoạt hỗ trợ ngoại tuyến cho Sheets và các file Drive khác trên trang web Google Drive.  Các ứng dụng Android và iOS vốn hỗ trợ chỉnh sửa ngoại tuyến.

### Các file

#### Định dạng và giới hạn file được hỗ trợ
Các file ở các định dạng sau có thể xem và chuyển đổi sang định dạng Sheets:.xls (nếu mới hơn Microsoft Office 95),.xlsx,.xlsm,.xlt,.xltx,.xltm.ods,.csv,.tsv,.txt,.tab Kích thước tài liệu tổng thể được giới hạn ở mức 2 triệu ô.

### G Suite
Ứng dụng Sheets và phần còn lại của bộ Drive được sử dụng miễn phí cho cá nhân, nhưng Sheets cũng có sẵn như một phần của dịch vụ G Suite tập trung vào doanh nghiệp của Google, là thuê bao hàng tháng cho phép thêm chức năng tập trung vào doanh nghiệp.

### Chức năng khác
Một công cụ tìm và thay thế đơn giản có sẵn.  Dịch vụ này bao gồm một công cụ clipboard web cho phép người dùng sao chép và dán nội dung giữa Google Sheets và Docs, Slides và Drawings.  Bảng tạm web cũng có thể được sử dụng để sao chép và dán nội dung giữa các máy tính khác nhau.  Các mục đã sao chép được lưu trữ trên máy chủ của Google trong tối đa 30 ngày.  Google cung cấp tiện ích mở rộng cho trình duyệt web Google Chrome có tên Office chỉnh sửa cho Docs, Sheets và Slides cho phép người dùng xem và chỉnh sửa tài liệu Microsoft Excel trên Google Chrome, thông qua ứng dụng Sheets.  Tiện ích mở rộng có thể được sử dụng để mở các tệp Excel được lưu trữ trên máy tính bằng Chrome, cũng như để mở các tệp gặp phải trên web (dưới dạng tệp đính kèm email, kết quả tìm kiếm trên web, v.v.) mà không cần phải tải xuống.  Tiện ích mở rộng được cài đặt trên Chrome OS theo mặc định.
Google Cloud Connect là một plugin cho Microsoft Office 2003, 2007 và 2010 có thể tự động lưu trữ và đồng bộ hóa bất kỳ tài liệu Excel nào với Google Sheets (trước khi giới thiệu Drive).  Bản sao trực tuyến được tự động cập nhật mỗi khi tài liệu Microsoft Excel được lưu.  Tài liệu Microsoft Excel có thể được chỉnh sửa ngoại tuyến và được đồng bộ hóa sau khi trực tuyến.  Google Cloud Connect duy trì các phiên bản tài liệu Microsoft Excel trước đó và cho phép nhiều người dùng cộng tác bằng cách làm việc trên cùng một tài liệu cùng một lúc.  Tuy nhiên, Google Cloud Connect đã ngừng hoạt động kể từ ngày 30 tháng 4 năm 2013, vì theo Google, Google Drive đạt được tất cả các tác vụ trên, "với kết quả tốt hơn".